# Saint-Jean-devant-Possesse

Saint-Jean-devant-Possesse este o comună în departamentul Marne, Franța. În 2009 avea o populație de 47 de locuitori.